# Rodolfo Nanni
Rodolfo Nanni (São Paulo, 29 de novembro de 1924 - São Paulo, 01 de agosto de 2025) foi um cineasta, roteirista e produtor brasileiro. Foi casado com a cantora e musicóloga Anna Maria Kieffer.

## Início e estudos
Rodolfo Nanni nasceu em São Paulo em 1924, filho dos imigrantes italianos Enrico Nanni e Teresa Scagnetti, ambos originários da comuna de Farnese. Na primeira juventude, teve convivência estreita com o escultor Victor Brecheret, que era seu primo em primeiro grau, apesar de ser trinta anos mais velho. 
Brecheret viveu com os tios, pais de Rodolfo, desde que chegara ao Brasil. Mais tarde tinha seu ateliê no terreno da casa dos pais de Rodolfo. Por conseguinte, conviveu também com Mário de Andrade, Oswald de Andrade, Tarsila do Amaral, Menotti Del Picchia, Di Cavalcanti e outros artistas do modernismo brasileiro.
Nanni iniciou os estudos nas artes plásticas em 1943, primeiramente no Brasil com Anita Malfatti, Candido Portinari e Axl Leskosceck e posteriormente, em Paris, com Árpád Szenes. Na capital francesa, em 1948, iniciou os Estudos de Cinema no Institut des Hautes Études Cinématographiques (IDHEC), onde ficou até 1950.

## Cinema
Voltando ao Brasil, Nanni roteirizou e dirigiu a adaptação cinematográfica de O Saci, da obra de Monteiro Lobato. O Saci é considerado o primeiro filme infanto-juvenil do cinema brasileiro, e teve sua estreia estreia brasileira no Festival Internacional do IV Centenário da Cidade de São Paulo, em 1954. A estreia internacional foi no Festival de Cinema de Veneza, no mesmo ano.
Em 1958, dirigiu O Drama das Secas, documentário patrocinado pela Associação Mundial da Luta Contra a Fome (ASCOFAM), por recomendação de Josué de Castro, ex-diretor da FAO. Filmado no interior dos Estados da Bahia, Pernambuco, Ceará, Paraíba e Rio Grande do Norte.
Em 1968, assinou roteiro e direção de Os Vencedores, documentário para o Instituto Nacional do Cinema, sobre realizadores e filmes brasileiros contemplados em festivais internacionais. O filme foi exibido no Festival de Cinema de Veneza.
Em 1971, produziu, escreveu e dirigiu Cordélia, Cordélia, filme estrelado por Lilian Lemmertz, adaptado da peça ‘Cordélia Brasil’, de Antônio Bivar.
Entre 1974 e 1977, escreveu e dirigiu uma série de documentários industriais no Brasil e no exterior, entre eles Finlândia, País Quente.
Já nos anos 1980, escreveu o roteiro A Travessia, para um longa-metragem de ficção, baseado na viagem de Amyr Klink, da África ao Brasil num barco a remo. O roteiro foi premiado pela EMBRAFILME e escolhido para financiamento, porém o projeto interrompido pelo fechamento da EMBRAFIILME.
Nanni resolveu voltar ao Nordeste e realizou o longa-metragem documental O Retorno, em 2008. O filme refaz o trajeto de seu documentário anterior, O Drama das Secas, porém com uma visão meio século depois.
Também em 2008, co-produziu, com sua produtora Akron, o documentário Elevado 3.5.
Paralelamente à carreira como realizador cinematográfico, Nanni também desenvolveu várias outras atividades relacionadas ao cinema. Foi membro fundador da Associação de Técnicos e Atores de Cinema do Estado de São Paulo (ATACESP) e também da Associação Paulista de Cinema (APC; 1952). Participou do primeiro Congresso Nacional do Cinema Brasileiro. Fundador da Serviços de Divulgação Cinematográfica (SEDIC), especializada em filmes documentários e publicitários, 1959. Foi presidente da Comissão Municipal de Cinema e vice-presidente da Comissão Estadual de Cinema, nas décadas de 1960 e 1970. Foi diretor do Sindicato da Indústria do Audiovisual do Estado de São Paulo. É membro do Sindicato dos Trabalhadores da Indústria Cinematográfica do Estado de São Paulo (SINDCINE), e da  Associação Paulista de Cineastas (APACI).
Destacou-se também no ensino, tendo sido fundador e professor da primeira escola de cinema de São Paulo, o “Seminário de Cinema”, junto ao Museu de Arte de São Paulo (MASP), em 1952. Em 1969, fundou o curso de Cinema dentro da Faculdade de Comunicação da Fundação Armando Álvares Penteado, em São Paulo, onde foi professor-titular de Roteiro e Direção e coordenador de projetos de formatura, além de Chefe do Departamento de Cinema entre 1971 e 1981. Também foi organizador de mostras de cinema na FAAP. Foi selecionado como organizador brasileiro do Simpósio Internacional sobre a “Crise no Desenvolvimento Urbano”, onde também realizou uma mostra de filmes (Universidade de Stanford, California, 1977).

## Televisão e vídeo
Em 1971, dirigiu para a TV Cultura uma série de programas sobre música intitulada Supermercado de Som e Imagem, focalizando a música desde a Idade Média até nossos dias.
Entre 1976 e 1978, produziu, escreveu e dirigiu uma série de documentários relativos à Memória da Cidade de São Paulo: Avenida Paulista, Ruas Para Pedestres, São Paulo Centro e Bela Vista.
Entre as décadas de 1990 e 2000, produziu uma série de documentários para o Governo do Estado de São Paulo: Governadores (sobre os governadores do Estado), Acervo Artístico do Palácio dos Bandeirantes, Capela São Pedro Apóstolo (em Campos do Jordão), Percurso da Arte Moderna Brasileira, Tarsila (sobre a vida e a obra de Tarsila do Amaral) e Do Palácio ao Museu - Uma Rota de Descobertas. 
Em 2010, produziu o telefilme Andaluz, para a TV Cultura.

## Teatro
Participou, juntamente com Alfredo Mesquita, Abílio Pereira de Almeida, Paulo Mendonça, Marina Freire e Carlos Vergueiro, do “Grupo de Teatro Experimental”, que deu origem à Escola de Arte Dramática da Universidade de São Paulo e ao Teatro Brasileiro de Comédia, em 1943.
Atuou, como intérprete, na peça As Flores do Mal, de Lenormand, no Theatro Municipal de São Paulo, 1943.
Em 1956, dirigiu A Rosa Tatuada, juntamente com Flaminio Bollini Cerri, no Teatro Maria Della Costa, com  Maria Della Costa.
Fundador e Diretor da Escola Livre de Teatro, na FAAP, criando um núcleo de trabalho do  qual participaram como professores Alberto D’Aversa, Eugênio Kusnet, Sabato Magaldi, Clovis Garcia, Fausto Fuser, Osmar Rodrigues Cruz, Lauro Cesar Muniz, Timoshenko Wehbi, Carlos Trafic, Marilena Ansaldi, Silvio Zylber, Baldur Liesenberg e Anna Maria Kieffer. Orientador na construção do Teatro FAAP, tendo sido seu diretor e iniciando o que idealizou ser um centro cultural, aberto à  atividade artística, em 1970.

## Música
Nanni também teve participação na montagem de espetáculos musicais e de meios mistos.  
Em 1970, assinou a co-direção, juntamente com a cantora Anna Maria Kieffer e os compositores Jamil Maluf e Rodolfo Coelho de Souza, de Supermercado de Som e Imagem I e II, espetáculos de multi-mídia, incluindo música, teatro, cinema, dança, artes-plásticas, estreado no Teatro FAAP.
Foi coordenador cênico e iluminador dos espetáculos Música Antiga Norte-Americana - Audio-visual vivo (direção de Anna Maria Kieffer e coordenação musical do Maestro Samuel Kerr, Teatro FAAP, 1975) e Manuel de Falla - Ano 100, comemorando o Centenário do nascimento do compositor espanhol (Teatro FAAP, 1976).
Em 1981, atuou como diretor cênico e iluminador do espetáculo Foi Numa Noite Calmosa, comemorando o cinquentenário da morte do compositor carioca Luciano Gallet, com Anna Maria Kieffer, Adélia Issa, Achille Picchi e ilustrações de Darcy Penteado, apresentado no Auditório do MASP.
No ano seguinte, foi diretor cênico do espetáculo Música no Espaço, com música e idealização de Jocy de Oliveira, com Anna Maria Kieffer, no Planetário de São Paulo. Ainda em 1982, realizou a produção de Musicamáquina, espetáculo de música vocal e eletroacústica, realizado pelo compositor belga Leo Küpper, pelo Studio de Recherches et de Structurations Electroniques Auditives de Bruxelas e pela cantora Anna Maria Kieffer, apresentado no Centro Cultural São Paulo; e também de Prazeres do Baile, espetáculo de música profana brasileira dos séculos XVIII e XIX, com a Confraria - Conjunto de Música Antiga, no Teatro Castro Alves em Salvador. Produziu a turnê do mesmo espetáculo em Portugal, juntamente com o espetáculo O Amor, a Terra, O Céu, o Mar, durante a XVII Exposição Européia de Arte, Ciência e Cultura. Espetáculos em Lisboa, Porto, Cascais, Figueira da Foz e Leiria, em 1983.

## Prêmios
- Por O Saci[12]
  - Prêmio “Saci”, do Jornal “O Estado de S.Paulo”, 1954.
  - Prêmio “Governador do Estado de S.Paulo”, 1954.
  - Prêmio “Curumin”, do “Diário de Notícias” do Rio de Janeiro. 1954.
  - Prêmio “Indio”, do “Jornal de Cinema”, 1954.
- Por O Drama das Secas[2]
  - Prêmio “Saci” de “O Estado de S.Paulo”, 1960.
  - Prêmio “Governador do Estado”, 1960
  - Prêmio “Municipalidade de São Paulo”, 1960.
- Por Realidade de um Plano
  - Prêmio “Municipalidade de S.Paulo”, 1962.
- Por Cordélia, Cordélia
  - Prêmio Especial de Qualidade, do Instituto Nacional do Cinema, 1971.[13]
  - “Coruja de Ouro” para Melhor Atriz, Lilian Lemmertz.
- Por Avenida Paulista
  - Certificado de Categoria Especial da EMBRAFILME e CONCINE.
  - Prêmio “Humberto Mauro”, EMBRAFILME, 1977.
- Por Bela Vista e São Paulo Centro
  - Certificado de Categoria Especial da EMBRAFILME e CONCINE.
- Por Finlândia País Quente
  - Diploma de Mérito no X Festival de Brasília do Cinema Brasileiro.[14]
- Por O Retorno
  - Melhor Diretor, Melhor Fotografia (Roberto Santos Filho) e Prêmio Josué de Castro de Melhor Documentário Social, Cine PE, 2008[15]
  - Melhor Som e Trilha Sonora, FestCine Goiânia, 2008
  - Prêmio “Margarida de Prata” CNBB-2009[16]
- Por Elevado 3.5
  - Primeiro Prêmio, Festival “É Tudo Verdade”, 2008[17]